# Sennar (stat)
Sennar eller Sannar (arabisk: سنار) er en af Sudans 15 delstater (wilayat), beliggende mellem Hvide og Den Blå Nil. Befolkningen udgjorde 1.532.085 indbyggere i 2006 på et areal på 37.844 km2.
Den administrative hovedby er Sennar.
Området består for størstedelens vedkommende af savanne, hvor der drives en del agerbrug. Den store Sennardæmning er anlagt i Blå Nil og forsyner med vand til kunstvanding i delstaten al-Jazirah nord for Sennar.

## Administrativ inddeling
Delstaten er inddelt i syv mahaliyya:
1. Abu Hugar
2. Al Dali
3. Al Dinder
4. Al Souki
5. East Sinnar
6. Singa
7. Sinnar